# Communauté taisible
 (mars 2023).
Une « communauté taisible » (encore appelée « parsonnerie » ou « communauté familiale ») est un mode d’exploitation agricole collective autrefois très répandu dans le Centre de la France. L’adjectif « taisible » signifie « non formellement exprimé », « tacite » (du latin tacitus, participe passé de tacere signifiant « se taire ») du fait que ces associations ne sont pas fondées sur un contrat écrit, mais sur le respect de la parole donnée, dans une société rurale ignorant largement l’écrit. La communauté « taisible » s’oppose à la communauté « expresse », écrite, résultant d’un contrat notarié fondant l’association. Elle se caractérise par la réunion sous un même toit d’un groupe de personnes unis par des liens familiaux (liens du sang ou alliance), vivant en commun (« au même pot et au même feu » ; au « même pot, sel et chanteau de pain », écrit le juriste nivernais Guy Coquille au XVIe siècle) et exploitant également en commun un patrimoine indivis transmis intégralement de génération en génération. Une frérèche est une sous-classe de communauté taisible. Elle se différencie des parsonneries traditionnelles notamment du fait qu'elle n'est constituée que par des couples de frères et de sœurs et aussi parce que l'héritage y est indivis et préférentiel. 
Les communautés taisibles seraient apparues vers la fin du Moyen Âge, principalement en Europe méridionale (Italie centrale, Portugal) et orientale (Balkans, où elles portaient le nom de zadruga). En France, les milieux ruraux de Corse, du Centre et du Massif central en étaient les principaux foyers, et se seraient progressivement éteints au XIXe siècle avec l'instauration du Code Civil. Ayant laissé peu de traces dans les archives, les communautés taisibles sont actuellement assez mal connues des historiens des sociétés rurales. On peut cependant se faire une idée assez précise de ce que furent certaines au XIXe siècle, c’est-à-dire à la veille de leur disparition, à travers le cadastre, les documents notariés et les listes de recensement, ou quelques rares enquêtes sur des cas isolés n’apparaissant plus alors que comme des survivances d’un système archaïque. 
Les communautés taisibles et frérèches ont été décrites selon une approche structurale (comme typologie de relations familiales et sociales) au XIXe siècle par l'ingénieur social Frédéric Le Play, comparativement à d'autres types d'organisation (famille souche, famille nucléaire dite instable). Cette approche a été reprise et élargie à partir des années 1960 par l'historien anglais Peter Laslett, puis par l'école d'anthropologie historique française (Emmanuel Leroy-Ladurie, André Burguière notamment), communautés taisibles et frérèches étant en général englobées sous le terme de famille communautaire (« système à lignage » chez Georges Augustins). L'historien et démographe Emmanuel Todd, formé dans cette filiation, a popularisé le concept de famille communautaire en suggérant que ce type d'organisation sociale prédispose au communisme.

## Historiographie: la famille sous l'Ancien Régime

### Définition et importance
La famille est une notion complexe dont les significations sont variées sans être contraires. Néanmoins, toutes les définitions s'accordent pour dire que les membres de la famille sont toujours liés entre eux par le sang, l'alliance et des relations. C'est la fréquence de ces relations qui est la cause des différentes nuances de significations du mot famille. La famille au sens large ne se soucie guère de cette fréquence des relations, en admettant que la famille est l'ensemble des gens qui sont d'un même sang, il faut alors parler de parenté, la famille au sens plus étroit en accorde beaucoup d'importance et réduit la famille à la famille conjugale c'est-à-dire au couple et à ses enfants,. Il est important aussi de différencier le ménage de la famille. En effet, le ménage représente l'ensemble des personnes vivant sous le même toit qu'ils soient apparentés ou non.
Sous l'Ancien Régime, la famille est la « cellule de base » de la société (celui qui n'a pas de famille risque fort d'avoir une vie de misères) et dans la plupart des familles, le père est assimilé au maître du ménage bien que dans certains cas comme la frérèche ce ne soit pas le cas.

### Évolution des recherches sur les structures familiales
L'étude des structures familiales du XIIIe au XVIIIe siècle est rendue difficile par les sources administratives qu'elle utilise (cadastres, rôles fiscaux, recensements...), et qui ne permettent pas en raison de leur caractère instantané et non continu, de mettre en lumière les "mouvements migratoires" du ménage. De plus, dans certains pays comme la France, les données sont très fragmentaires. En ce qui concerne les frérèches, l'absence de contrats par leur nature complique encore davantage la tâche.
Le premier chercheur à s'être intéressé aux structures familiales, Frédéric Le Play, pensait à tort que les familles souches étaient le modèle de ménage prédominant en France à cause notamment du manque de données et de son champ d'études qui concernait les structures familiales, sous l'Ancien Régime, en Lavedan où les familles souches étaient assez présentes (mais quand même minoritaires). Philippe Ariès fut l'un des premiers à remarquer, en 1948, que différentes formes de structures coexistaient.
À la fin des années 1960 Peter Laslett et le groupe de Cambridge (Cambridge Group for the History of Population and Social Structure) suggèrent que le modèle familial le plus répandu dans l'Angleterre pré-industrielle était le modèle nucléaire, c'est-à-dire conjugal. Laslett établit une typologie des structures de ménages comprenant six grandes classes de ménages (et dix-neuf sous-types),,,:
- ménage des solitaires (souvent les veuves)
- ménage collectif sans qu'aucun des membres ait de rapports conjugaux (mais ils peuvent avoir des liens de parenté). Ces deux premiers types ne sont pas à proprement parler des familles, ou du moins des familles conjugales
- ménage nucléaire, type le plus régulier (mais aussi le plus discontinu)
- famille élargie de manière momentanée à la parenté (que ce soit de manière ascendante, descendante ou collatérale)
- familles multiples (ou complexes)
- autres formes de ménages.

Les ménages ne sont pas établis de manière fixe ; leur statut varie avec le temps. Ainsi, un même ménage peut être à un moment donné de type nucléaire, puis s'élargir jusqu'à devenir une communauté pour encore, par la suite, éclater et redevenir un ménage nucléaire. De plus, les différentes formes de structures peuvent coexister, bien que certaines étaient plus présentes que d'autres. La typologie de Laslett a été critiquée justement pour ces raisons : elle s'appuierait sur des données statistiques ne tenant pas en compte de l'évolution de l'état du ménage (d'où une description statique), et les sources paroissiales ne sont pas forcément représentatives de la population,,. Yuri Bessmertny a également suggéré que des frères vivant sur les mêmes terres ne partageaient pas toujours pour autant le même toit, les structures familiales complexes étaient par conséquent peut-être plus rares que ne le pensait Ariès.
En France, la méthode leplaysienne est reprise à partir des années 1960 d'abord par Jean Yver et Emmanuel Le Roy Ladurie, puis par un nombre croissant d'historiens de la famille au sein du courant naissant de l'anthropologie historique, qui s'inspire des méthodes des ethnologues et de l'analyse structurale de la parenté chez Claude Lévi-Strauss,. Les communautés taisibles et frérèches sont décrites comme des exemples de famille communautaire, par opposition à la famille souche (l'héritage est préciputaire et seul l'héritier reste vivre dans la maison familiale) et à la famille nucléaire (les enfants quittent le foyer parental à leur mariage, l'héritage est à partage égalitaire ou non). Dans cette même approche structurale, l'ethnologue Georges Augustins dans son livre Comment se perpétuer, parle quant à lui de « systèmes »: la famille souche devient le « système à maison » (selon le concept décrit par Lévi-Strauss dans les années 1970), la famille instable le « système à parentèle », et la famille patriarcale (communautaire) le « système à lignage ».

### E. Todd: communauté taisible et communisme
Le rôle matriciel (structural) du groupe domestique dans l'organisation des sociétés avait déjà été établi par Le Play, puis largement repris par les ethnologues des sociétés européennes au point de devenir pour eux une « sorte de truisme ». Il avait cependant été oublié par les historiens, avant d'être réactualisé par Peter Laslett et l'école d'histoire de la famille de Cambridge. Formé à cette école dont il élargit l'approche, Emmanuel Todd établit au début des années 1980 un lien entre l'évolution géographique des structures familiales et celle des grands mouvements de société à travers l'histoire européenne (religions, choix politiques, vie économique, etc.). Dès la fin des années 1970, il avait en effet été frappé par la coïncidence géographique entre la famille communautaire d'avant la révolution industrielle et l'adoption du communisme au XXe siècle ; il postule un lien entre les deux, thèse qu'il explicite dans son livre La Chute finale en 1976 : au niveau politique, le pouvoir de l’État se substitue facilement à l’autorité du père de la famille communautaire du fait du conditionnement familial ; les individus, qui se ressentaient comme égaux devant le partage de l'héritage, poursuivent vis-à-vis du nouvel État cette quête d'égalité et d'autorité. 
Selon E. Todd, la famille communautaire est le système familial le plus fréquent dans le monde : elle représente plus de 40 % de la population mondiale et plus d'un tiers en Europe, selon des chiffres de 1983. Ce système familial est fortement présent dans les grands pays communistes (Chine, Vietnam, Russie, Inde du Nord, Cuba) et on le retrouve dans les régions d'Europe où ont été décrites les communautés taisibles (sous différentes formes), là-même où existe un fort vote ou tradition communiste : Finlande, Balkans (zones de Zadruga : Bulgarie, Bosnie-Herzégovine, Hongrie, Kosovo, Macédoine, Serbie), Nord de la Grèce, Centre de l'Italie, Sud du Portugal, certains départements français (Nièvre, Allier, Nord du Limousin, Cévennes, Ouest des Côtes d'Armor).

### Comparaison des structures de ménage
| \| \| \| \| \| \| \| \| \| \| \| \| \| \| \| \| \| \| \| \| \| \| \| \| \| \| \| \| \| \| \| \| \| \| \| \| \| \| \| \| \| \| \| \| \| \| \| \| \| \| \| \| \| \| \| \| \| \| \| \| \| \| \| \| \| \| | Communauté taisible                                   | Famille souche                                                              | Famille nucléaire |  |
| Régions (France) | Centre, Massif Central, Corse                         | Pyrénées, Provence, Limousin                                                | Normandie, Nord   |  |
| Héritage | Indivis et Préférentiel                               | Inégalitaire                                                                | Égalitaire        |  |
| Transmission des titres | Multiple                                              | Unique                                                                      | Segmentaire       |  |
| Nombre de générations | 3 → 2                                                 | 3 (parfois 2 ou 4)                                                          | 2                 |  |
| Composition | Père, mère, frères, sœurs, beaux-frères, belles-sœurs | Père, mère, aîné avec épouse et enfants, frères cadets célibataires du mari | Couple, enfant    |  |
| Maître | Père → élu (souvent aîné)                             | Père → aîné                                                                 | Mari              |  |
| Mortalité | Forte (infantile : très forte)                        | Forte (infantile : très forte)                                              | Plus faible       |  |
| Conséquences si fort taux de mortalité | Diminution de la taille du ménage                     | Diminution de la taille du ménage                                           | Disparition       |  |
| Maître mot | Ménage : union maison et lignage                      | Maison                                                                      | Lignage           |  |
| Valeurs | Confiance, solidarité                                 | Propriété                                                                   | Individualisme    |  |
| Type de ménages | Familial                                              | Familial                                                                    | Familial          |  |
| |                                                       |                                                                             |                   |  |
| |                                                       |                                                                             |                   |  |
| |                                                       |                                                                             |                   |  |
| |                                                       |                                                                             |                   |  |
| |                                                       |                                                                             |                   |  |
| |                                                       |                                                                             |                   |  |
| |                                                       |                                                                             |                   |  |
| |                                                       |                                                                             |                   |  |
| |                                                       |                                                                             |                   |  |
| |                                                       |                                                                             |                   |  |
| |                                                       |                                                                             |                   |  |

Légende
En gras = point commun
En gras italique = point en partie commun

## Histoire

### Origines
Les communautés taisibles apparaissent vers la fin du XIIIe siècle, et atteignent leur apogée aux XVe et XVIe siècles. Beaucoup s’éteignent au début du XVIIe siècle, mais il en subsiste jusqu’à la fin du XIXe, voire le début du XXe siècle. L’application du Code civil napoléonien, qui ne reconnaît pas ce type d’association, mais uniquement la communauté conjugale, leur porte un coup fatal, malgré la résistance opposée par certaines à travers des stratégies de contournement. Dans les sociétés rurales anciennes, les conditions de vie et de travail incitent au regroupement des individus et au développement des solidarités familiales face aux difficultés et dangers de tous ordres. À cela s’ajoute un élément juridique emprunté au droit coutumier : la formation d’une communauté taisible permet d’échapper à l’exercice du droit de mainmorte du seigneur sur ses serfs (en vertu du droit de mortaille, les biens d’un serf décédé sans enfants passaient au seigneur, sauf si les biens laissés par le défunt avaient été mis en commun avec ceux d’autres tenanciers).

### Déclin et disparition
Dès 1783, l’assemblée provinciale de Berry une région où elles sont nombreuses et vivaces demande la dissolution des communautés taisibles, pour ne laisser subsister que la communauté conjugale. Ce n’est là que l’écho de diverses critiques émises par des agronomes du XVIIIe siècle à l’encontre des communautés taisibles : encouragement à la paresse chez certains parsonniers, tentés de vivre au détriment des autres membres du groupe ; frein apporté aux initiatives individuelles et à l’innovation dans la pratique de l’agriculture ; faiblesse du capital d’exploitation, limitant les investissements ; mariages consanguins dans un isolat biologique, condamné de ce fait au déclin ; utilisation presque exclusive d’une main-d’œuvre familiale, au détriment des nombreux manouvriers et domestiques réduits localement au chômage ; impossibilité, en raison des indivisions habituelles, de former une classe de petits propriétaires, idéal de beaucoup d’économistes du Siècle des Lumières. 
Au XIXe siècle, le Code civil porte un coup fatal aux communautés taisibles, mais ce n’est pas la seule cause de leur déclin et, pour finir, de leur disparition. Avec les innovations techniques (machinisme agricole, production de plus en plus intensive, économie de marché prenant peu à peu la place de l’économie de subsistance, etc.), la politique d’investissement et la recherche de la rentabilité et du profit que ces bouleversements appellent condamnent cette forme séculaire d’organisation du travail de la terre et de la vie paysanne. Les toutes dernières communautés taisibles du Centre de la France disparaissent au lendemain de la Première Guerre mondiale.

## Géographie

### Localisation géographique
Les communautés taisibles se rencontrent principalement dans des régions boisées, de bocage, favorables à l’élevage, qui demande beaucoup de main-d’œuvre pour la garde et l’exploitation des troupeaux. Elles correspondent également à des zones défrichées tardivement, souvent éloignées du bourg, aux confins de deux paroisses, qui demandaient la présence de véritables équipes de défricheurs opérant en groupe. 
Les communautés taisibles furent particulièrement nombreuses dans le Nivernais, le Berry, le Bourbonnais et l’Auvergne, où les coutumes locales (rédigées au XVIe siècle) s’y intéressent plus ou moins longuement. On en trouvait également dans les régions voisines (Sologne, Limousin).

### Topographie et toponymie
En certaines régions, les communautés taisibles ont fortement marqué la topographie, donnant naissance à des hameaux dont chaque maison était occupée par un ménage appartenant à la communauté. Les survivances dans la toponymie sont encore plus importantes. Les toponymes en « ière » (par exemple la Richardière) ou en « rie » (la Bernarderie) et, plus encore, ceux précédés de « les » témoignent le plus souvent de l’existence en ces lieux d’une ancienne communauté taisible. Pour la seule commune berrichonne d’Aubigny-sur-Nère (Cher) on relève encore sur les cartes de la fin du XXe siècle les toponymes suivants : les Brassins, les Chabots, les Dezommes, les Forts, les Girards, les Laurents, les Meneaux, les Miots, les Naudins, les Poitoux, les Rousseaux, les Velluets, la plupart de ces noms de famille étant toujours portés dans la région.

## Structure et organisation
La communauté taisible constitue une cellule économique et sociale à base familiale, structurée autour d’un chef responsable de son bon fonctionnement. Elle est fondée sur l’exploitation collective d’un bien foncier commun, maintenu en indivision de génération en génération. La communauté est formée de plusieurs couples apparentés (frères et sœurs, cousins et cousines et de leurs enfants) chacun ayant une part dans le patrimoine commun, d’où son nom de « parsonnier ». 

### Le maître et la maîtresse
Le chef de la communauté (appellation la plus courante) ou maître a parfois été désigné par acceptation tacite, mais le plus souvent il a été élu. On choisit soit le plus âgé, soit le plus expérimenté, mais, en fait, ce sont les qualités personnelles de l’intéressé qui comptent le plus, et on a vu des jeunes n’ayant pas vingt ans être choisis comme maîtres. Comme les autres membres du groupe, le maître peut être illettré, mais souvent il est capable de signer. 
Le maître doit diriger l’exploitation et défendre les intérêts de la communauté. Il exerce également une véritable autorité morale sur tous les membres du groupe, sans pour autant se montrer autoritaire. Il est le seul à signer les actes relatifs à la communauté (baux, ventes, et même contrats de mariage des membres du groupe), comme il est le seul à figurer aux rôles de taille, où il représente « ses consorts ». Seul également, il connaît tous les détails de la situation financière de la communauté, et le montant de sa fortune, normalement gardée secrète. Toutefois, en cas de problème grave, il peut demander l’avis de tous les parsonniers.
Le maître se rend à la ville voisine pour y traiter des affaires de la communauté. Il fréquente également les foires et marchés. Mais la fonction n’apporte aucun avantage pécuniaire ou honorifique. Habituellement, le maître dirige la communauté jusqu’à sa mort. 
La maîtresse de la communauté n’est jamais l’épouse du maître, pour éviter la concentration de l’autorité à l’intérieur d’un même couple. Elle est choisie uniquement par les femmes. C’est la maîtresse qui distribue les tâches féminines quotidiennes, qui veille à l’éducation des enfants, qui soigne les malades. Elle sort rarement de la maison, car il lui revient de veiller à la préparation des repas pour tous, de cuire le pain, de faire le beurre et le fromage. La garde des bestiaux, les travaux des champs reviennent aux autres femmes ou aux enfants.

### Les parsonniers
Les parsonniers (et non personniers comme on le voit souvent écrit, le mot étant dérivé de "part") sont ceux qui prennent part à la communauté. Ils partagent entre eux, à égalité, les dépenses et les revenus de l’entreprise commune. Ils disposent de quelques biens personnels à l’intérieur de la communauté (vêtements, lit, quelques meubles personnels). En ce qui concerne les biens immobiliers du domaine, ils sont conservés en indivision, et tout est fait par le maître pour qu’ils y restent. Cependant, juridiquement, chacun reste propriétaire de tel ou telle parcelle transmise par héritage. La terre n’est commune qu’en ce qui concerne son exploitation, et non pas au regard de son appropriation, qui reste individuelle. La part des profits revenant à chaque parsonnier (dont chacun représente, pour la répartition, une « tête ») est la même pour tous, quelle que soit l’importance de sa part du domaine foncier. 
En dehors de la parsonnerie, les parsonniers peuvent posséder des biens fonciers individuels, qu’ils donnent en location, et dont ils tirent des revenus personnels, indépendants de ceux de la communauté. On peut donc être à la fois travailleur rémunéré membre d’une association d’un côté, et rentier du sol de l’autre, mais obligatoirement en dehors de cette association.
Le nombre des membres d’une parsonnerie est très variable, mais généralement compris entre 20 et 60. Dans ce nombre peuvent entrer quelques domestiques non membres de la communauté, et de ce fait simples salariés comme dans toute exploitation agricole, et relevant eux aussi, de l’autorité du maître ou de la maîtresse.

### Entrée dans la communauté et sortie éventuelle
Quand il n’est pas né dans la communauté, le parsonnier y entre généralement par mariage, en épousant un membre d’une association voisine. L’affaire est traitée entre les chefs des deux communautés. Le nouveau marié (ou la nouvelle mariée) quitte alors définitivement son ancienne communauté pour la nouvelle, en apportant une dot qui entre définitivement dans les biens de la communauté d’accueil. S’il devient veuf ou veuve sans enfant, il pourra rejoindre sa communauté d’origine, mais en emportant ses seules hardes et son pécule personnel, sans récupérer sa dot. Autant que possible, les mariages se font par échange entre deux communautés : par une double union l’une donne une fille et on lui rend un garçon, et réciproquement. Il y a ainsi substitution de personnes et de droits. 
Un parsonnier peut demander à sortir de la communauté, mais il ne pourra plus jamais y revenir. Il pourra alors emporter ce qui lui appartient en propre et éventuellement percevoir une petite indemnité, mais il ne pourra plus rien réclamer de l’héritage de ses parents à leur décès.

## Fonctionnement et vie quotidienne: l’exemple morvandiau des Pervy
L’étude très détaillée d’une communauté taisible du Morvan méridional ayant été effectuée en 1860, il est possible de reconstituer avec précision son fonctionnement et la vie quotidienne de ses membres, à une époque, il est vrai, où cette institution déclinante est à la veille de sa disparition. 
Depuis 1520, la famille Pervy exploite le domaine du même nom, sur la commune de Cuzy (Saône-et-Loire). Au milieu du XIXe siècle, il s’étend sur 115 hectares. En 1856, le personnel s’élève, enfants compris, à 23 individus formant 4 « têtes », plus deux hommes domestiques et une servante. Le maître et la maîtresse ne sont pas mari et femme.
La communauté des Pervy vit pratiquement en autarcie. De ce fait, la plupart des parsonniers ont acquis une certaine spécialité en dehors de l’agriculture, utile à toute la communauté : tonnellerie, menuiserie, tissage, etc. Pour les indispensables recours aux artisans du village, la communauté s’abonne à l’année et paye en denrées (blé), la dépense annuelle étant la même pour un artisan donné, quelle que soit l’importance de ses prestations. 
Les enfants sont élevés en commun, sous l’autorité de la maîtresse, les femmes étant occupées aux champs. Ils exercent alors, sans contrainte, quelques activités peu pénibles, et ne travaillent véritablement qu’après avoir fait leur première communion (à 13 ans, âge moyen). 
L’habitation est constituée d’une grande salle commune et de plusieurs chambres individuelles. Dans la vaste pièce principale appelée « chauffoir », on fait la cuisine, on prend les repas en commun (tous les hommes d’abord, puis les femmes), on reçoit, on conclut les marchés, on passe la veillée. C’est là que couchent le maître et les anciens, ainsi que les plus jeunes enfants. Chacune des quatre autres pièces est attribuée à un couple, qui y dispose d’un lit et d’une armoire individuelle. Tous les enfants dorment ensemble, les garçons dans une pièce, les filles dans une autre. 
La répartition des revenus de la communauté se fait selon un système de « têtes », vives ou dormeuses. La « tête vive » est la part d’un parsonnier vivant dans la communauté. Seuls, les hommes font tête, jamais les femmes. Si un parsonnier vient à décéder laissant des enfants, il est considéré non pas comme mort, mais comme endormi, d’où le nom de « tête dormeuse » donnée à la part revenant à ses enfants. S’il meurt sans enfant, il ne transmet rien à personne, et la communauté compte une tête de moins : la communauté conserve le tout par « droit de non décroissement ». La tête « dort » tant que les enfants restent dans la communauté, et sa part est identique à celle de ceux qui vivent et travaillent. La tête ne meurt que lorsque les enfants quittent la communauté. Si les départs ont lieu à des dates différentes, la tête est morte pour ceux qui partent, et endormie pour ceux qui restent. 
Les mariages sont réglés par le maître. Si les deux conjoints font partie de la même communauté (cousins), ils y restent. Si l’époux est étranger, la fille quitte la communauté pour le suivre ; dotée en argent par sa communauté d’origine, elle ne peut plus rien espérer de l’héritage de ses parents. Si c’est l’épouse qui vient d’une autre communauté, elle doit apporter une certaine somme en dot, qui lui est rendue si elle devient veuve et qu’elle préfère repartir dans sa communauté d’origine. La femme mariée ne peut jamais revenir dans sa communauté, mais elle pourra la retrouver et rentrer chez ses propres parents que si elle devient veuve, avec éventuellement ses enfants devenus orphelins. Un vieillard incapable de travailler reste dans la communauté, à la charge de celle-ci, mais sans recevoir de rétribution. On dit alors qu’il est « reposant ». La communauté assure tous les frais de maladie et d’obsèques de ses membres.

## Un exemple de communauté taisible: les frérèches

### Définition
Les frérèches sont des ménages complexes collatéraux de couples mariés apparentés (frères ou beaux-frères) dans lesquelles un chef (l'un des frères ou beaux-frères) est élu pour diriger la communauté. Généralement, elle ne dure que le temps d'une seule génération (les enfants des frères étant trop nombreux que pour cohabiter ensemble avec leurs propres enfants), ces communautés sont donc provisoires. Il est aussi important de noter que la frérèche est une sous-classe de communauté taisible (parfois, à tort, le terme frérèche est utilisé pour désigner l'ensemble des communautés taisibles) ; il n'y a donc pas de contrats ni de lois écrites. Les causes de cette union entre "frères" étaient avant tout économiques. Ils luttaient ainsi ensemble contre la mainmorte (taxe seigneuriale) en rendant la tenure servile et contre les autres taxes qui étaient calculée par le feu, ils cultivaient collectivement leurs terres afin d'accroître ou du moins de ne pas diminuer leur volume de production agricole, l'héritage y était indivis... Aussi, cette union étant entre frères, ils ne devaient pas se rattacher au service de personnes externes et donc ils ne devaient pas payer la main d'œuvre. À cette motivation économique s'ajoute une raison de survie pour que chaque membre de la famille soit sûr de bénéficier d'un minimum de terres.
Synonymes : frérage, parsonnerie, coparçonerie, parage.
Orthographe : frérèche, frairesche, frairèche, fréresche, frérêche.

### Caractéristiques
Structure : les maisons des frérèches étaient habituellement assez vastes. Leur taille variait en fonction du nombre d'individus qu'elle hébergeait et de la taille de l'exploitation qui l'entourait. Le nombre d'individus qu'elle pouvait accueillir était varié. Les plus petites comprenaient plus ou moins dix personnes et les plus grandes une centaine . Toutefois, la moyenne était de 30 à 40 personnes par ménages de ce type. Plus il y avait de couples, plus la maison risquait d'être grande.  Chacun vivait "au même pot et au même feu", mais chaque couple avait une pièce personnelle. La maison était donc constituée d'un espace commun pour se réchauffer et manger autour duquel s'articulaient des chambres particulières,.
Le maître de maison (appelé gubernator par les actes juridiques) était élu, comme dans presque toutes les communautés taisibles, par la communauté qui choisissait souvent l'homme le plus âgé. Ce chef, dirigeait la « maisonnée », la représentait à l'extérieur, répartissait le travail entre les différents membres et arrangeait le mariage des membres encore célibataires. Mais, le maître avait aussi son pendant féminin. En effet, une maîtresse de maison était aussi élue par les femmes pour diriger celles-ci (et donc le travail domestique) et pour éduquer les enfants. Cette maîtresse ne pouvait pas, dans la plupart des cas, être la conjointe du chef de maison,. Le maître pouvait prendre compte de l'avis de ses frères, mais n'y était aucunement obligé. 
Pour sa gestion économique, la communauté avait un fonds commun d'argent qui était gardé dans un coffre que tous les frères pouvaient ouvrir pour aller s'y servir. Néanmoins, le parsonnier allait rarement mettre ses mains dans "le trésor familial" et si c'était le cas il n'y prenait que le strict nécessaire sauf si ses frères avaient donné leur accord. L'argent provenait de l'argent des récoltes, il s'agit donc du bien foncier de la famille. À côté de ce bien, chaque couple avait son argent personnel.
Pour le mariage, le maître de la communauté choisissait l'époux(-se) des membres non mariés de la frérèche afin de favoriser les intérêts de la communauté. En effet, le mariage pouvait permettre de gagner des terres, mais aussi le mariage des garçons permettait que "la dot tombe dans le fond commun de la communauté du mari". Donc, souvent, les garçons non mariés d'une communauté y restaient pour le bien-être de celle-ci. Cependant, des arrangements avaient souvent lieu pour faire tomber la dot. Ainsi une communauté mariait "son fils" et "sa fille" le même jour avec "le fils" et "la fille" d'une autre communauté pour que les dots des deux côtés s'estompent. Aussi, dans les plus grandes communautés, quelques descendants étaient poussés à se marier entre eux pour conserver le patrimoine foncier de la coparçonerie. Après le mariage, les belles-filles et beaux-fils faisaient partie intégrante du ménage en tant que "communiers" ce qu'ils devenaient pendant le mariage.
À la mort des parents, dans une frérèche, l'héritage matériel se faisait de manière indivise entre les frères de la famille, c'est-à-dire que ceux-ci bénéficiait d'une part fictive de l'argent de l'héritage qui était légué à la communauté dans son ensemble. Dès lors, cette transmission des biens matériels était provisoire car à la mort des frères, les enfants de ceux-ci devraient se partager les biens d'une autre manière (le ménage et les terres n'étant pas extensible jusqu'à l'infini). Aussi, les membres ne pouvaient pas réclamer leur argent s'il quittait volontairement la communauté. Toutefois, à partir de la Renaissance, si la communauté était menée à disparaître, des contrats notariés permettaient de connaitre comment seraient répartis les biens entre les frères. Ceci pouvait provoquer des tensions à l'intérieur de ces fratries. Mais les sœurs ne recevaient pas la même part lors de cet héritage et un auteur comme Georges Augustins n'a pas hésité à qualifier la frérèche de système préférentiel, c'est-à-dire un système dans lequel la distribution des biens se fait de manière inégal entre les gens du sexe opposé. Ce trait bien particulier distingue la frérèche des communautés taisibles classiques et l'on pourrait donc nommer les frèrèches "communauté taisible entre frères" (même si les sœurs vivent dans la même maison et reçoivent aussi une part de l'héritage).
Toutefois, l'héritage ne se résume pas qu'à la légation de biens matériels, en effet, ce serait omettre l'attribution des titres aux enfants après la mort du père,,. En ce qui concerne cette deuxième forme que peut prendre l'héritage, il est multiple tant dans les communautés taisibles que dans les frérèches.
Les conséquences des frérèches sur leur environnement sont nombreuses et ne sont pas forcément des moindres. En effet, parmi celles-ci, on peut citer entre autres l'action qu'elle avait sur le repeuplement des villages avec l'arrivée des beaux-frères et par la stabilité des mouvements migratoires de ces communautés et l'on peut aussi citer l'action qu'elle avait sur le défrichement, car ces communautés avaient besoin de plus d'espace de vie et essayer de travailler sur la plus grande exploitation agricole possible.

### Cadre temporel et spatial

#### Cadre temporel
Voir plus haut : Histoire.
À ce jour, les chercheurs n'ont pas pu trouver des signes qui témoigneraient de la présence de communauté du style des frérèches chez les Romains antiques et chez les Celtes. En effet, ceux-ci léguaient apparemment leurs biens de manière inégalitaire . C'est à la fin du XIIIe siècle qu'il faut remonter pour trouver les premières traces de ce genre de communautés, chez des guerriers et chez des paysans. Certains de ceux-ci ont arrêté de partager les biens entre les différents membres de la famille, car il n'en trouvait plus le désir ou la capacité. Alors l'héritage indivis a commencé à se répandre petit à petit, mais les frérèches n'ont jamais été le modèle dominant des ménages. C'est entre le XVe et XVIIe siècles que les frérèches ont été les plus nombreuses à ce jour du moins, c'est de cette période dont on dispose le plus de preuves d'existence de ce type de communauté. Les frérèches n'étant pas propres à une période ni à un endroit, il est difficile de déterminer à quelle date précise elles ont commencé à disparaître. Néanmoins, il est possible d'en donner les tendances générales. Par exemple, les chercheurs ont constaté que le nombre de frérages a fortement diminué à partir de la fin du XVIe à Paris, à la fin du XVIIe pour l'Auvergne et le Bourbon, mais la majorité des frérèches ont disparu avec l'arrivée du Code civil napoléonien. Cela dit, certaines d'entre elles ont quand même subsisté comme en Poitou et en Auvergne.

#### Cadre spatial
Voir plus haut : Géographie.
Les frérèches pouvaient se trouver n'importe où en Europe, sous l'Ancien Régime, mais elles étaient surtout présentes dans l'Europe méditerranéenne et orientale (avec les zadugra). Deux éléments peuvent expliquer cette différence de répartition de ces communautés taisibles entre le Nord occidental et le Sud oriental,. En effet, des propriétés plus petites et un "attachement à la préservation du patrimoine" plus grand qu'au nord et qu'à l'ouest incitaient certaines familles du sud à s'unir en communauté et donc, parfois, en frérèche. En France, la plupart se situaient dans le Nivernais, en Creuse, dans le val de Saône, dans le Poitou, dans le Gévaudan et en Auvergne. L'Italie avait elle aussi ses comparsonneries, à Venise et en Toscane notamment,. Aussi, il est intéressant de remarquer que les frérèches étaient plus présentes dans les campagnes qu'en ville. Enfin, les ménages complexes appartenaient souvent des familles plus aisées, mais, cependant, cette affirmation reste très limitée.

#### Variantes de frérèches
Dans les villes toscanes, les fraternae ne se constituaient pas directement après la mort du père. En effet, dans un premier temps le fils aîné marié reprenait le rôle du père, mais quand ses frères devenaient adultes, ils obtenaient à leur tour "leur part" de l'héritage.
En Serbie, du XIVe au XIXe siècle, les zadruga étaient très courantes, constituant un sous-modèle de frérèche. L'héritage y était indivis et les frères mariés étaient tous sous le toit du père qui y exerçait son autorité jusqu'à sa mort. Mais ce qui la distinguent des frérèches française (nivernaise) c'est que les sœurs (et donc les beaux-frères) ne faisaient pas partie de la communauté,.
En outre, il y avait aussi des frairies ailleurs, notamment en Macédoine avec les communautés des Valaques.